# Биро, Марек
Марек Биро (словац. Marek Biro; род. 8 февраля 1988, Банска-Бистрица) — словацкий хоккеист, защитник. Выступает за ХК «Банска Быстрица» в Словацкой Экстралиге.

## Карьера
Выступал за ХК «Трнава», «Виндзор Спитфайерс» (ОХЛ), ХК «Брезно», ХК «Бардеёв», ХК «Кошице», «Дукла» (Тренчин), СХК «Пиештяни», «Орли Зноймо», «Братислава Кэпиталз», ХК «Банска Быстрица».
В Словацкой Экстралиге провёл 459 матчей, набрал 92 очка (23 шайбы + 69 передач), в открытом чемпионате Австрии — 176 матчей, 39 очков (9+30), в Лиге чемпионов — 14 игр, 2 очка (1+1).
В составе национальной сборной Словакии провел 2 матча. В составе молодежной сборной Словакии участник чемпионата мира 2008 (6 игр, 0+1). В составе юниорской сборной Словакии участник чемпионатов мира 2005 и 2006 (12 игр, 0+2).

## Достижения
- Чемпион Словакии (2019).
- Серебряный призер чемпионата Словакии (2015).
- Бронзовый призер чемпионата Словакии (2011 и 2012).